# Remis
Mit einem Remis bezeichnet man, besonders im Schachspiel, den unentschiedenen Ausgang eines sportlichen Wettkampfs. Auch in anderen Spielen, darunter etwa beim Damespiel, ist das Remis Teil des Wettkampfregelwerks.

## Begriffserklärung
„Remis“ kommt aus dem Französischen und ist das Partizip des Verbes „remettre“, was so viel bedeutet wie „zurücklegen“ oder „zurückstellen“. Somit ist das „Zurückstellen“ die Wiederherstellung des Ausgangszustandes (mit gleichen Chancen) bzw. die „Zurückstellung der Entscheidung“. Im Französischen selbst wird das Remis allerdings mit partie nulle bezeichnet.

## Remis im Schach

### Regeln
Eine Schachpartie endet remis,
- wenn dem am Zug befindlichen Spieler keine legale Zugmöglichkeit zur Verfügung steht, sein König sich jedoch nicht im Schach befindet (Patt)
- wenn eine Stellung entstanden ist, in welcher keiner der Spieler den gegnerischen König mit irgendeiner Folge von regelgemäßen Zügen mattsetzen kann. Eine solche Stellung heißt „tote Stellung“. Zumeist hat hierbei keiner der beiden Spieler genug Figuren übrig, um den anderen Spieler mattsetzen zu können (z. B. König gegen König, König gegen König und Springer, König gegen König und Läufer). Ist dies der Fall spricht man von einem technischen Remis. Es gibt auch Fälle, in denen etwa aufgrund einer verkeilten Bauernstruktur keiner der Spieler gewinnen kann.
- wenn sich die beiden Spieler darauf einigen.
- wenn 50 Züge lang weder ein Stein geschlagen noch ein Bauer bewegt wurde und der am Zuge befindliche Spieler daraufhin das Remis reklamiert.
- wenn eine identische Stellung mit gleichen Zugmöglichkeiten und demselben Spieler am Zug mindestens zum dritten Mal auf dem Schachbrett entstanden ist oder sogleich entstehen wird und der am Zuge befindliche Spieler dies reklamiert. (Falls die Stellung durch seinen nächsten Zug entsteht, muss der reklamierende Spieler zuerst seinen Zug auf sein Partieformular schreiben und dem Schiedsrichter seine Absicht erklären, diesen Zug auszuführen.) Dies nennt sich dreifache Stellungswiederholung. Bekanntestes Beispiel ist das „ewige Schach“. Dabei gibt ein Spieler laufend Schachgebote, deren Wiederholung der Gegner nicht vermeiden kann.
- wenn, analog zu den vorherigen zwei Regeln, in einer Partie 75 Züge lang weder ein Bauer gezogen noch eine Figur geschlagen wurde, oder fünfmal dieselbe Stellung entstanden ist. Hierbei handelt der Schiedsrichter von sich aus, ein Antrag eines Spielers ist dafür nicht notwendig (FIDE-Regel 9.6).
- wenn einer der Spieler die Bedenkzeit überschreitet, sein Gegner jedoch nicht mehr genug Mattmaterial zur Verfügung hat, d. h. durch keine legale Zugfolge mehr gewinnen kann
- wenn beide Spieler bei der letzten Zeitkontrolle ihre Bedenkzeit überschritten haben und nicht feststellbar ist, wessen Fallblättchen zuerst gefallen ist. (Moderne digitale Schachuhren zeigen in der Regel eindeutig an, welcher Spieler zuerst die Bedenkzeit überschritten hat. Bei analogen Schachuhren können dagegen beide Fallblättchen gefallen sein und es ist – falls kein Schiedsrichter als Augenzeuge die Uhr beobachtet – nachträglich nicht festzustellen, welches Fallblättchen zuerst gefallen ist.)
- auf Antrag eines Spielers durch Entscheidung des Schiedsrichters, wenn in der Endphase einer Partie mit Turnierbedenkzeit (bei der alle verbleibenden Züge in einer begrenzten Zeit gemacht werden müssen) oder einer Schnellschachpartie der Gegner keine Gewinnversuche mehr unternimmt, sondern nur durch Zeitüberschreitung zu gewinnen versucht.

### Remisangebote
Man kann dem Gegner ein Remis anbieten, dieser kann das Remisangebot ablehnen oder das Remisangebot annehmen. Endet eine Partie mit Remis, dann sagt man auch, die Gegner haben remisiert. Wenn während einer Partie keine Seite gewinnbringenden Vorteil hat, dann sagt man auch, „die Partie befindet sich innerhalb der Remisbreite“. Hat eine Seite einen klaren Vorteil errungen, wäre es für die gegnerische Seite oft töricht, selbst einen Sieg erzwingen zu wollen. Stattdessen spielt man dann „auf Remis“. Dies bedeutet, dass man vor allem einen Stellungsausgleich anstrebt und die Angriffsbemühungen des Gegners so gut wie möglich unterbindet. Man tauscht nach Möglichkeit Figuren ab und versucht, blockierte Bauernstellungen zu erreichen. In seltenen Fällen kann sich ein beinahe geschlagener Spieler noch ins Remis retten, indem er sich pattsetzen lässt.
Seit dem internationalen Schachturnier in Dundee 1867 wird eine Remis-Partie mit einem halben Punkt gewertet, für einen Sieg erhält der Spieler einen ganzen Punkt. Der Begriff „Remis“ wurde auch auf andere Sportarten und Lebensbereiche übertragen.
In einer Turnierpartie sollte das Remisgebot von dem Spieler ausgesprochen werden, der gerade seinen Zug ausführt, bevor er die Uhr drückt. Es behält dann seine Gültigkeit, bis es vom Gegner angenommen oder abgelehnt wird, oder die Partie auf andere Art und Weise beendet wird (z. B. durch Aufgabe oder Zeitüberschreitung). Die Ausführung eines Zuges durch den Gegner wird auch als Ablehnung des Remisangebots gewertet. Das Remisangebot wird von beiden Spielern auf dem Partieformular vermerkt. Die Etikette des Schachspiels verbietet es, übermäßig häufig Remis anzubieten, wenn offensichtlich ist, dass der Gegner dieses Remisangebot nicht annehmen wird. Der Schiedsrichter darf ein solches Verhalten als „Störung des Gegners“ ahnden.
Es gibt unterschiedliche Gründe für Remisangebote: Oft bietet ein Spieler Remis an, wenn er glaubt, dass der Vorteil, den er errungen hat, nicht mehr zum Sieg ausreicht. In Mannschaftskämpfen oder in Turnieren wird Remis angeboten, um ein gewünschtes Ergebnis abzusichern. In Zweikämpfen, die über viele Partien gehen (z. B. Weltmeisterschaften), ist die Remisquote teilweise besonders hoch, da durch das Reglement am Ende nur die Gewinn- und Verlustpartien ausschlaggebend sind und daher der Spieler mit den schwarzen Steinen lediglich ein Remis anstrebt, um anschließend mit Weiß auf Sieg zu spielen. So endeten beispielsweise bei der Schachweltmeisterschaft 1984 zwischen Anatoli Karpow und Garry Kasparow 40 der 48 Partien remis, ohne dass am Ende ein Ergebnis feststand.
Bei manchen Turnieren gibt es ein Zuglimit ab dem ein Remis angeboten werden darf, meist ist er der 40. Zug. Die Regel dient dazu um taktische Remis gleich zu Beginn der Partie zu verhindern und ein Spielen der Partie sicherzustellen. Auch bei der letzten Schach-WM Schachweltmeisterschaft 2023 kam die Regel zur Anwendung.

### Kritik an Kurzremis-Partien
Oftmals beobachtet man in Schachturnieren, dass sich Spieler nach wenigen Zügen ohne eigentlichen Kampf auf ein Remis einigen. Dies führte seit Beginn des Turnierschachs immer wieder zu Kritik:
- Bei einem Kurzremis werden Kräfte geschont. Insbesondere bei Rundenturnieren kann dies für die nächste Runde einen Vorteil bedeuten.
- Mit einem Remis kann man oft das Turnierergebnis beeinflussen (taktisches Remis).
- Nicht ausgekämpfte Partien machen Schach unattraktiv.

Kurzremis-Partien werden von Schachamateuren oft abschätzig als „Großmeister-Remis“ bezeichnet.

### Verbesserungsvorschläge
Immer wieder wurden Ideen vorgeschlagen, wie man ein Kurzremis „bestrafen“ oder eindämmen könnte:
- Drei-Punkte-Regel: Bei einem Schachturnier erhält der Sieger einer Partie drei Punkte, für ein Remis gibt es einen Punkt. Das bedeutet im Vergleich zur aktuellen Regelung: Ein Remis wird gegenüber einem Sieg abgewertet, ein Remis ist weniger als ein halber Sieg.
- Drei-Punkte-Regel mit Patt-Sonderregelung. Hier gilt die Drei-Punkte-Regel mit der Ausnahme, dass derjenige, der Patt setzt, mit zwei Punkten „belohnt“ wird. Eine ähnliche Patt-Sonderregelung wurde von Emanuel Lasker vorgeschlagen.
- Verbot von Remisangeboten vor dem dreißigsten Zug.

Insbesondere gegen die Drei-Punkte-Regeln wenden Kritiker ein:
- Es gibt auch viele hochklassige Partien, die nach abwechslungsreichem Kampf mit Remis enden. Die Spieler sollten in solchen Fällen nicht bestraft werden.
- Wenn ein Spieler gegen einen viel stärkeren Gegner ein Remis erreicht – was in Open-Turnieren immer wieder vorkommt –, ist das für ihn ein Erfolg, der nicht abgewertet werden sollte.

### Reformversuche
- 1883 wurde beim Turnier in London eine Remis-Partie bis zu zweimal wiederholt. Nur wenn auch die dritte Partie unentschieden ausging, erhielten die Spieler jeweils einen halben Punkt. Analog wurde 1900 beim Turnier in Paris eine Remis-Partie einmal wiederholt.
- 1903 wurde in Wien für ein Remis nur ein Viertelpunkt vergeben.
- 1929 wurde eine so genannte „30-Züge-Regel“ eingeführt, nach der eine Remisvereinbarung vor dem 30. Zug nicht zulässig war. Diese Regel wurde 1952 abgeschafft, 1962 wieder eingeführt und 1964 wieder abgeschafft. Auf der Schacholympiade 2008 galt diese Regel erneut. In der deutschen Schachbundesliga sind seit der Saison 2009/10 Remisangebote vor dem 20. Zug nicht mehr zulässig.
- Bei der Schach-WM 2016 kam die „30-Züge-Regel“ wieder zur Anwendung.[3]
- Seit 2005 wurden beim M-Tel Masters in Sofia Remisen per Vereinbarung zwischen den Spielern untersagt. Stattdessen muss ein Remis-Angebot an den Schiedsrichter gerichtet werden. Dieser entscheidet, ob die Stellung so weit vereinfacht ist, dass eine Remisvereinbarung zulässig ist. Diese spezielle Regelergänzung wird oft als „Sofia-Regel“ bezeichnet.
- Bei der Schach-WM 2021 kam eine „40-Züge-Regel“ zur Anwendung.